# Ködív

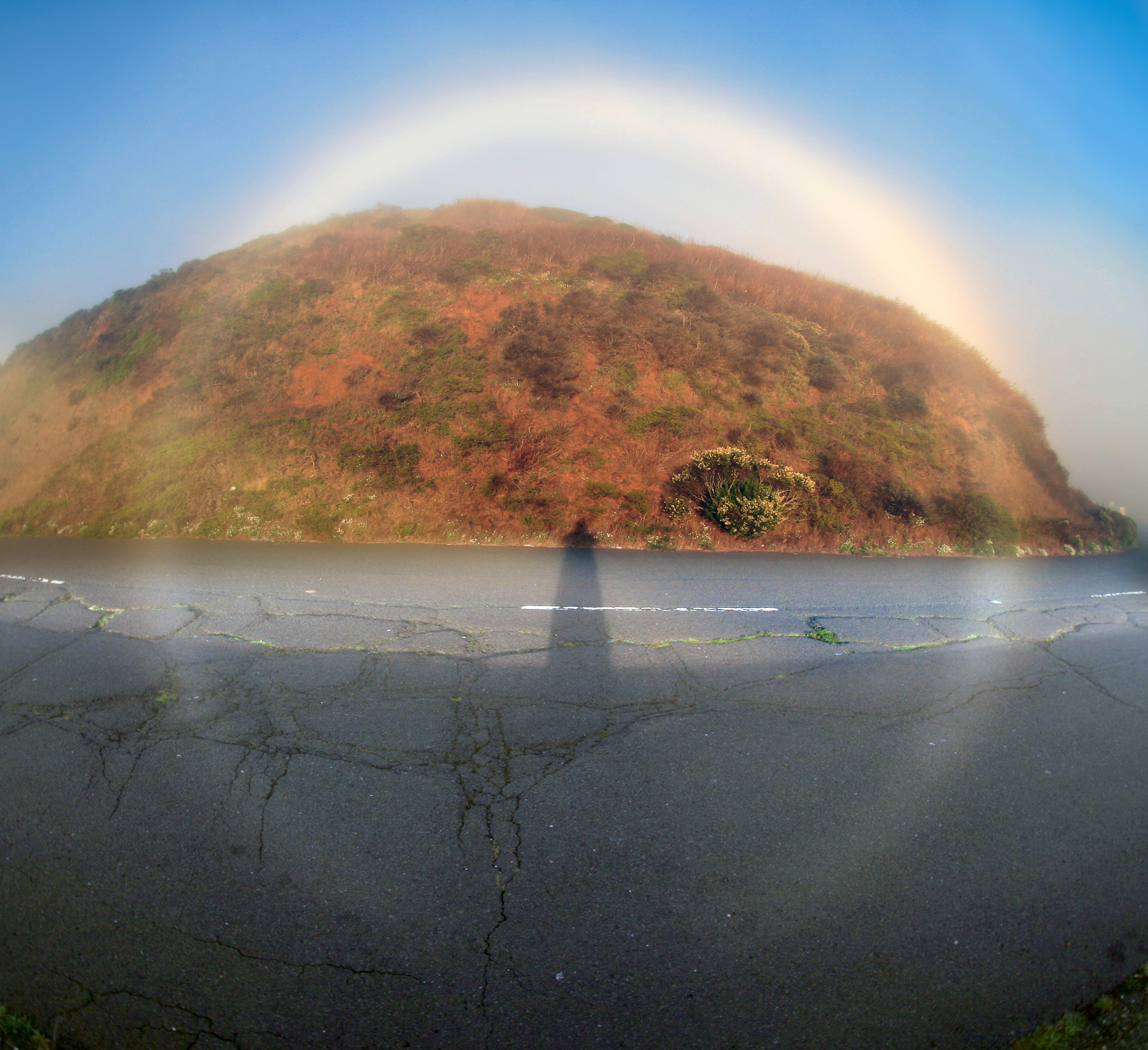
360 fokos ködív

A ködív a szivárványhoz hasonló jelenség, de nem esőcseppek, hanem a köd sokkal kisebb vízszemcséi okozzák, ezért nem válnak benne külön a színek, hanem egyenletesen fehér színű. A szivárványhoz hasonlóan a napnak háttal állva látható. Néha a holdfény is okoz ködívet.

## Külső hivatkozások
- Ködív az óceán felett
- Ködív egy hegytetőn
- Ködív holdfényben